# آماری تورایاسو
آماری تورایاسو (به ژاپنی: 甘利 虎泰 Amari Torayasu)؛ (۱۴۹۸ – ۱۵۴۸) یک سامورایی در دوره سنگوکو و یکی از ۲۴ ژنرال تاکدا شینگن بود.